# Hoot
Hoot (훗) ist die dritte EP der südkoreanischen Girlgroup Girls’ Generation und wurde am 27. Oktober 2010 von S.M. Entertainment veröffentlicht.

## Veröffentlichung
Am 19. Oktober 2010 veröffentlichte S.M. Entertainment auf der offiziellen Webseite von Girls’ Generation einen kurzen Audioteaser des Liedes „Hoot“ sowie drei Promotionfotos von Jessica, Tiffany und Seohyun und gaben bekannt, dass die EP Hoot am 27. Oktober erscheinen wird. Der Musikvideo-Teaser wurde am 24. Oktober 2010 über den YouTube-Kanal von S.M. Entertainment veröffentlicht. Der Popsong „Hoot“ erschien bereits am 25. Oktober zum Download, bevor die EP schließlich am 27. Oktober 2010 veröffentlicht wurde. Die First Press Limited Edition der EP enthält eine von 18 verschiedenen Fotokarten sowie Sticker.
Das Mini-Album wurde mehr als 150.000 mal vorbestellt. Am 28. Oktober wurde schließlich das Musikvideo zu „Hoot“ veröffentlicht.
Wie schon das zweite Album Oh! wurde auch Hoot über den iTunes Store international veröffentlicht.
Am 22. Dezember 2010 ist Hoot in vier verschiedenen Editionen von Nayutawave Records in Japan veröffentlicht worden.
| Land     | Veröffentlichungsdatum | Label              | Formate      |
| -------- | ---------------------- | ------------------ | ------------ |
| Südkorea | 27. Oktober 2010       | S.M. Entertainment | CD, Download |
| Japan    | 22. Dezember 2010      | Nayutawave Records | CD + DVD     |
| Taiwan   | 24. Dezember 2010      | Universal Music    | CD           |
| Hongkong | 3. Januar 2011         | Universal Music    | CD + DVD     |

## Konzept und Musikstil
Das Retro-Konzept des Mini-Albums ist ein Agenten-Thema, inspiriert von den James-Bond-Filmen der 1960er Jahre und der Austin-Powers-Reihe. „Hoot“ (훗) ist ein lautmalerischer, koreanischer Ausdruck für „lachen“.
Choi Si-won von Super Junior hat einen Gastauftritt als Geheimagent in dem Musikvideo. Das Video wurde Mitte Oktober in der Stadt Namyangju in Gyeonggi-do gedreht. Die Choreografie zu dem Lied stammt von dem Pussycat-Dolls-Mitglied Rino Nakasone.
Das Titellied „Hoot“ handelt von einer Frau, die ihren Freund davor warnt, anderen Frauen nachzuschauen. Yuri schrieb den Text für den R&B-Song „Mistake“ („내 잘못이죠“). Das Lied, das ihr Songwriting-Debüt markiert, handelt von einem Mädchen, das sich die Schuld dafür gibt, dass sie von ihrem Freund verlassen wurde. Tiffany schrieb ebenfalls einen Text für die Ballade, allerdings entschieden sich die Produzenten für Yuris Version, welche besser zur Komposition passe. Das dritte Lied „My Best Friend“ beinhaltet Elemente des Contemporary R&B und wurde vom südkoreanischen Sänger Wheesung geschrieben. Der Titel handelt von der Freundschaft der Mitglieder von Girls’ Generation untereinander. „Wake Up“ ist ein Synthie-Popsong und „Snowy Wish“ ist ein Liebeslied für den Winter, das sich dem Genre Dance-Pop zuordnen lässt.

## Titelliste
| Nr. | Titel                  | Songschreiber                                                                       | Länge |
| --- | ---------------------- | ----------------------------------------------------------------------------------- | ----- |
| 1   | 훗 (Hoot)              | John Hyunkyu Lee, Alex James, Lars Halvor Jensen, Martin Michael Larsson            | 3:17  |
| 2   | 내 잘못이죠 (Mistake)  | Kwon Yuri, Cheryl Yie, Jean Na, kenzie                                              | 4:07  |
| 3   | 단짝 (My Best Friend)  | Wheesung, Carsten Lindberg, Joachim Svares, Joleen Bell, Jade Anderson, Michael Jay | 3:24  |
| 4   | Wake Up                | Kim Bu-min, hitchhiker                                                              | 3:15  |
| 5   | 첫눈에... (Snowy Wish) | Hwang Hyun                                                                          | 3:28  |

### Titelliste der japanischen Version
Die japanische Deluxe First Press Limited Edition, First Press Limited Edition und Limited Edition von Hoot enthalten sechs weitere Bonustitel. Alle Bonustitel sind auch auf dem Album Run Devil Run enthalten. Die ebenfalls in Japan erscheinende Regular Edition enthält keine weiteren Bonustitel.
| Nr. | Titel                 | Länge |
| --- | --------------------- | ----- |
| 6   | Gee                   | 3:22  |
| 7   | 소원을 말해봐 (Genie) | 3:49  |
| 8   | Oh!                   | 3:08  |
| 9   | Run Devil Run         | 3:21  |
| 10  | Show! Show! Show!     | 3:38  |
| 11  | 웃자 (Be Happy)       | 3:30  |

## Promotion
Ihren ersten Auftritt mit dem Lied „Hoot“ hatte die Gruppe am 29. Oktober 2010 in der Musiksendung Music Bank des Senders KBS. Am 30. und 31. Oktober sangen sie „Hoot“ auch in den Sendungen Music Core von MBC und The Music Trend von SBS, zusammen mit den Titeln „Mistake“ und „My Best Friend“ KBS Global beschrieb die Choreografie als „einprägsam“ und „auffällig“. In diesen Musikshows traten Girls’ Generation auch in den folgenden Wochen auf. Außerdem traten sie auch bei den Korea Film Awards am 18. November 2010 auf.

## Rezeption und Chartplatzierungen
Direkt nach Veröffentlichung des Titelliedes „Hoot“ erreicht es Platz 1 der großen südkoreanische Musikportale Melon, Dosirak, Soribada, Monkey3 und Bugs. Zudem erreichten sowohl das Lied als auch die EP auf Anhieb Platz eins der südkoreanischen Albumcharts. Die EP konnte diesen Rang zwei Wochen halten. Auch bei ihren Auftritten in den Musiksendungen Music Bank und The Music Trend erreichte die Gruppe mit ihrem Lied den ersten Platz. Die EP Hoot erreichte den zweiten Platz der südkoreanischen Jahresverkaufscharts 2010 mit 163.066 abgesetzten Einheiten.
In Japan verkaufte sich Hoot in der ersten Woche mehr als 61.000 Mal und erreichte so den zweiten Platz der japanischen Oricon-Albumcharts. Im Januar 2011 wurde Hoot von der RIAJ mit Gold ausgezeichnet.
| ChartsChartplatzierungen | Höchstplatzierung | Wochen |
| ------------------------ | ----------------- | ------ |
| Japan (Oricon)           | 2 (36 Wo.)        | 36     |
| Südkorea (KMCA)          | 1 (105 Wo.)       | 105    |

| ChartsJahrescharts (2010) | Platzierung |
| ------------------------- | ----------- |
| Südkorea (KMCA)           | 3           |

| ChartsJahrescharts (2011) | Platzierung |
| ------------------------- | ----------- |
| Japan (Oricon)            | 42          |
| Südkorea (KMCA)           | 88          |